# アラキリ
『アラキリ』（Hara-Kiri）は、「ショロン教授」ことジョルジュ・ベルニエとフランソワ・カヴァナが1960年に創刊した月刊風刺雑誌である。

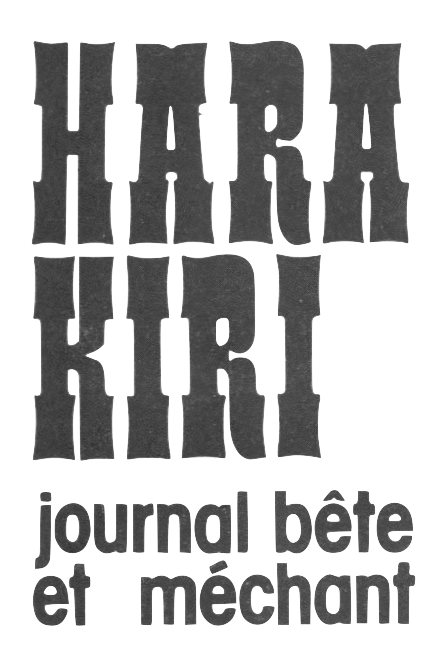
ロゴ「アラキリ ― バカで意地悪な新聞」

挑発的、嘲笑的でときには猥雑な風刺画を多数掲載したこの雑誌は、ラジオ・テレビ番組制作者ジャン=クリストフ・アヴェルティ (Jean-Christophe Averty)（特に彼が制作した『Les Raisins verts (青いブドウ)』は『アラキリ』と同じ傾向のテレビ番組であった）の支援を得、さらに、「（『アラキリ』を）買えないなら盗め」というキャッチコピーでプロモーションを行うなど、何かと物議をかもしたためにかなりの成功を収めることになったが、同時にまた、何度か発禁処分を受け、活動の中断を余儀なくされた。
当初は「街頭新聞売り」が個別に販売するだけだったが、間もなくキオスクでも販売されるようになった。
ある日、読者から「お前らはバカだ。バカなだけでなく意地悪だ」という手紙が届いた。『アラキリ』は即座にこれに応じて「アラキリ ― バカで意地悪な新聞」というロゴを作成した。また、「ショロン教授」は毎回「ショロン教授と一緒にバカで意地悪なゲーム」と題するコーナーを設け、これはジャン=クリストフ・アヴェルティのテレビ番組『Les Raisins verts (青いブドウ)』でも紹介された。
『アラキリ』は基本的には月刊誌だったが、1969年から1970年にかけて週刊誌としても発行されている。度々発禁処分を受けたため、1970年に『シャルリー・エブド』として再出発することになった。

## 歴史

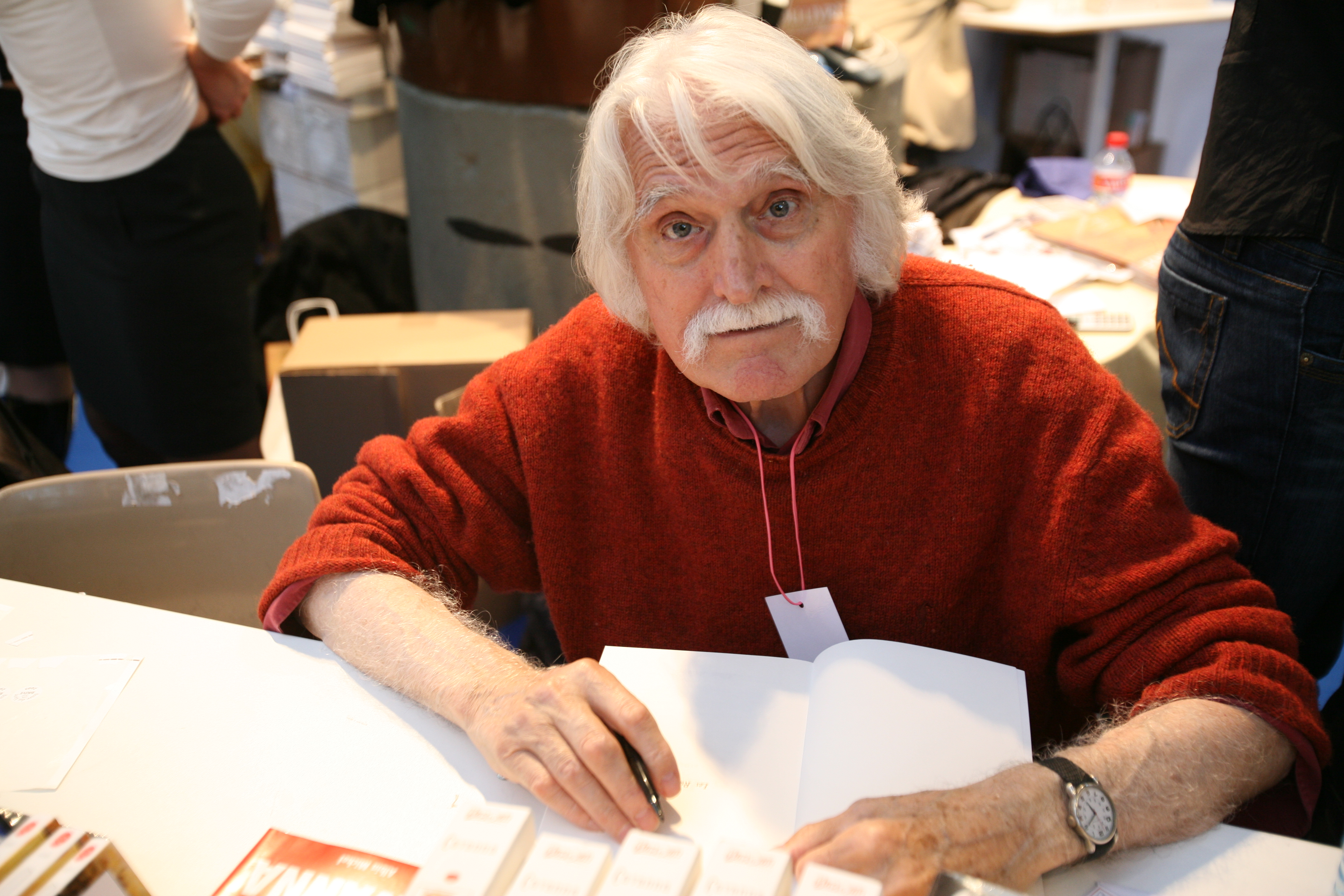
フランソワ・カヴァナ

### 1960年代
1950年代にフランソワ・カヴァナ、「ショロン教授」ことジョルジュ・ベルニエ、そして作家・風刺画家のフレッド (Fred : Frédéric Othon Théodore Aristidès)、は、ジャン・ノヴィによって創刊された月刊誌『Zéro (ゼロ)』を通じて知り合った。当時、この雑誌は「街頭新聞売り」が個別に販売するだけで、店頭には置かれていなかった。『Zéro (ゼロ)』は1958年に『Cordées (アンザイレン)』に改名された。
1950年代末にジャン・ノヴィが心筋梗塞で急死し、妻のドニーズ・ノヴィが経営者に就任したが、カヴァナとしては、米国の風刺雑誌MADに倣ってもっと辛辣な風刺を盛り込んだ雑誌を新たに立ち上げたいと思っていた。彼はフレッドおよび他の『アンザイレン』の風刺画家らとともにジョルジュ・ベルニエに参加を求めた。というのは、当時、ジョルジュ・ベルニエが販売責任者であり、『アンザイレン』の「街頭新聞売り」の支援を得るためには彼を説得する必要があったからだ。

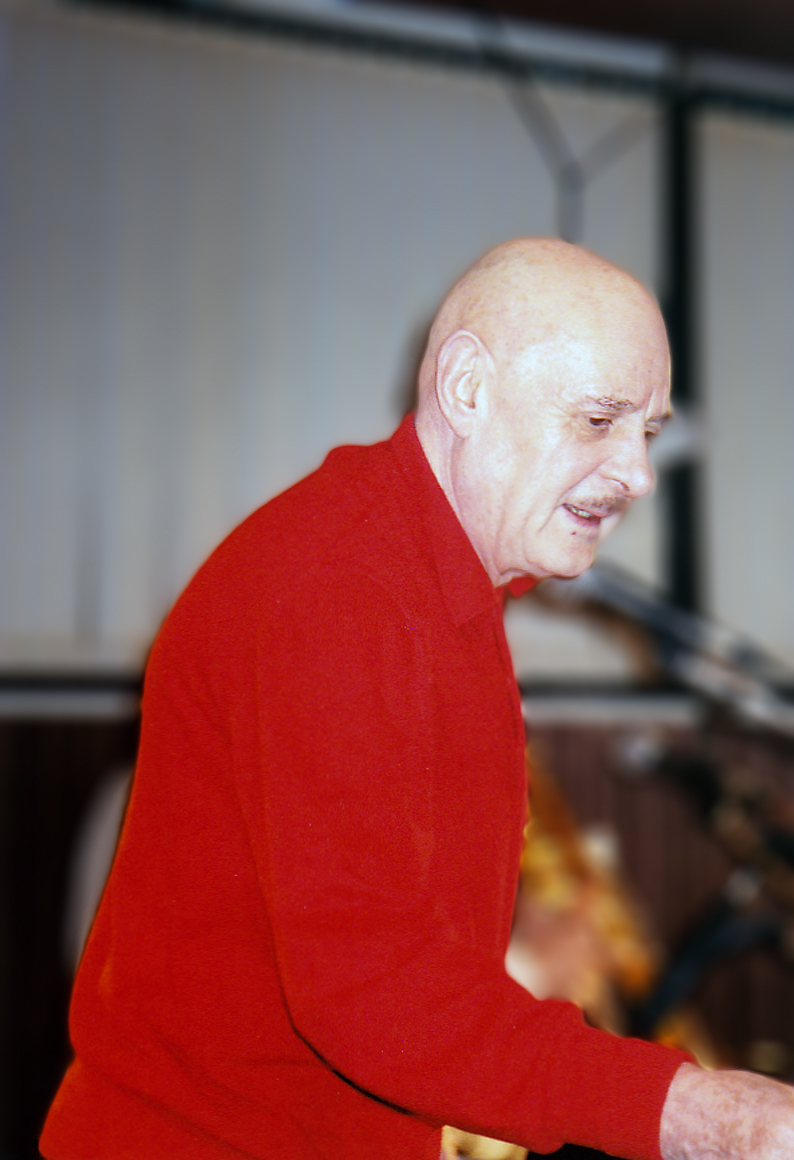
「ショロン教授」ことジョルジュ・ベルニエ。インドシナ戦争に従軍、結核で帰還後ゼロ誌の販売担当として参加。

こうして1960年5月、ベルニエは『アンザイレン』に対してクーデターまがいの行動に出た。「ショロン通り (rue Choron)」4番地（パリ9区）に仲間の街頭新聞売り全員を集め、今後は『アンザイレン』を販売せず、自分のためだけに仕事をするよう求めたのである。この結果、『アンザイレン』は購読者を失い、数週間後に在庫を売り尽くすことになった。
1960年9月、月刊誌『アラキリ』を創刊した。「思い邪なる者に災いあれ」と題したフレッドの表紙画には、赤い背景に切腹侍が描かれている。当初は小さな版（15.5 x 23.5 cm）で発行数10,000部、価格は1.90フラン、街頭新聞売りによる販売のみだった。第3号からやや大判（21 x 27 cm）になり、キオスクで販売されるようになった。若い風刺画家が次々と集まり（1960年にカビュ、1961年にジェベ (Gébé : Georges Blondeaux)、トポール (Roland Topor)、ウォランスキ）、1961年4月の第7号から「バカで意地悪な新聞」というスローガンを使うようになった。1961年と1966年に発禁処分を受け、1967年に再開したものの深刻な経営難に陥り、アラキリ社は破産申立を行った。ベルニエはこの代わりにスクァール社を設立し、事務所を移転した。
1969年、月刊誌『アラキリ』を続ける一方で、週刊『アラキリ・エブド』を創刊した。カヴァナは第1号の社説で創刊の目的を「いち早くニュースを伝えるため」であり、このために「さっさと作って、さっさと読む」または「さっさと作ったアラキリ」と改名することすら検討した」と説明している。基本的にはキオスクで販売されたが、街頭新聞売りが販売することもあった。これはキオスクでの販売が禁止された号を売りさばくためであったと思われる。価格は1フランに引き下げたため売上を伸ばすことができた。
1969年5月に『レブド・アラキリ』に改名した。

### 1970年代
1970年に再び発禁処分を受けた。1970年11月9日にコロンベ＝レ＝デュー＝エグリーズでフランス第18代大統領シャルル・ド・ゴールが死去したことを受けて、11月16日号の見出しを「コロンベで悲劇のダンスパーティ ― 犠牲者1人 (Bal tragique à Colombey - un mort)」としたからである。これは11月1日にサン＝ローラン＝デュ＝ポン（イゼール県）のディスコテーク「5-7」で起こった放火事件（死亡者146人）に関する新聞の見出しのパロディーであった。これにより『レブド・アラキリ』はレイモン・マルスラン内相から発禁処分を受けることになった。ただし、内相による発禁処分は翌11月17日で下されていることから、これ以前から審理が行われていたという見方が強い。実際、これ以前にド・ゴール夫人が「孫が『アラキリ』を読んで大笑いしているのを見てショックを受け」発禁を求めたが受理されなかったという経緯もあり、当局が目を光らせていた。また、全面的な発禁ではなく、「一般大衆の目に触れる場所に置くこと、未成年者に販売すること」のみが禁止された。

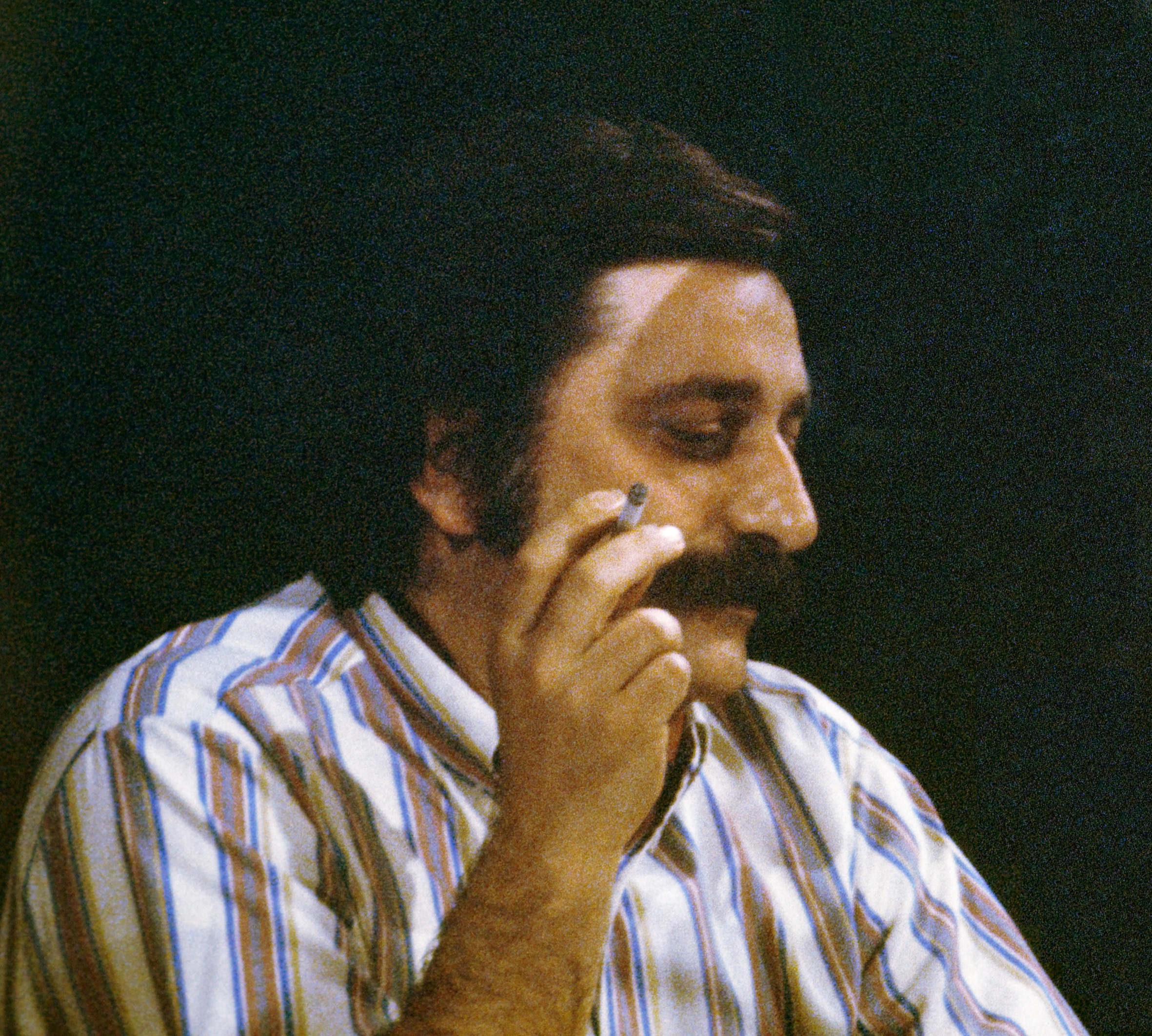
風刺画家のフレッド。パリ生まれ。親はギリシャ移民。

『レブド・アラキリ』のメンバーらは新聞の発行を続けるために早くも1週間後には週刊新聞『シャルリー・エブド』を創刊した。実際、スクァール社は既に『シャルリー』という月刊漫画（バンド・デシネ）を刊行しており、ウォランスキが編集長を務めていた。シャルリー（英語のチャーリー）は『ピーナッツ』の登場人物である。メンバーらは「シャルリー（チャーリー）」という名前の「お人好しっぽくて、ちょっとずれていて、ほんのちょっと時代遅れな (débonnaire, légèrement décalé et un tout petit peu désuet)」感じが気に入ったとし、併せて（先に発禁処分を受けた経緯から）シャルル・ド・ゴールへの言及を含むものだと説明した。

### 月刊誌『アラキリ』のその後
一方、月刊誌『アラキリ』は1986年まで引き続き発行されていた。アヴァンギャルドを標榜する『ハラキリ』の寄稿者は、不条理のユーモア（ナンセンス文学および不条理の文学における「ナンセンス」）、ブラックユーモアまたは常軌を逸したユーモアを特徴とするアンチコンフォーミズム（反体制順応主義、反体制）の風刺作家・画家らであった。広告やゴシップ誌の猥雑なパロディー、嘲笑的でポルノ的な画や写真を掲載することで読者を確保していた。
ベルニエは子供向け月刊漫画誌『グロダダ (Grodada)』で失敗した後、活動を再開した『シャルリー・エブド』への参加を求められた。しかし、希望したポストに就くことができなかったので辞退し、週刊『アラキリ』を創刊したが、これもまた数週間しか続かず、結局、『アラキリ』のタイトルの著作権を第三者に売却した（直後に、『アラキリ』の破産申立が行われた）。ベルニエはまた、『シャルリー・エブド』のタイトルの著作権についても、著作権者は自分であるとして訴えを起こしていたが、2002年5月、『アラキリ』および『シャルリー・エブド』のタイトルの著作権はフランソワ・カヴァナに帰属するという判決が言い渡された。